# Phosocephala metallica
Phosocephala metallica är en tvåvingeart som beskrevs av Townsend 1908. Phosocephala metallica ingår i släktet Phosocephala och familjen parasitflugor.
Artens utbredningsområde är Costa Rica. Inga underarter finns listade i Catalogue of Life.